# زلزال ميكاوا 1945
زلزال ميكاوا 1945 هو زلزالٌ وقعَ في ميكاوا ‏ في اليابان بتاريخ 13 يناير 1945.